# Área de Relevante Interesse Ecológico Manguezais da Foz do Rio Mamanguape
A Área de Relevante Interesse Ecológico Manguezais da Foz do Rio Mamanguape é uma unidade de conservação brasileira, localizada na Paraíba. Preserva importantes remanescentes de Mata Atlântica e manguezais. 
Tal ARIE é um dos últimos locais onde ainda ocorre o peixe-boi-marinho no litoral do Nordeste Brasileiro.